# خسرو هدایت
خسرو هدایت (۱۲۸۳ تهران - ۱۳۵۲ ژنو) مهندس، دولتمرد، قانونگذار و دیپلمات دوره پهلوی بود.
پدرش غلامرضا خان مخبرالدوله از رجال قاجار و خاندان معروف هدایت و مادرش ابتهاج‌الملوک دختر میرزا اسماعیل‌خان اعتبارالسلطنه بود. در رشته مهندسی راه و ساختمان در بلژیک درس خواند و پس از بازگشت به ایران به استخدام وزارت طرق و شوارع (راه) درآمد. مدتها مدیر ادارات مختلفی در این وزارت‌خانه بود تا اینکه به ریاست راه‌آهن آذربایجان و سپس معاونت راه‌آهن رسید.
هدایت پس از به نخست‌وزیری رسیدن قوام‌السلطنه در سال ۱۳۲۵ رئیس راه‌آهن شد و برای متشکل کردن کارگران، سازمانی کارگری به نام اتحادیه سندیکای کارگران ایران (معروف به نام اختصاری‌اش: اسکی) به راه انداخت. هدایت و این اتحادیه در شکل‌گیری و تقویت حزب دموکرات ایران به رهبری قوام‌السلطنه نقش مهمی داشتند.
مهندس هدایت در انتخابات دوره پانزدهم مجلس شورای ملی شرکت کرد و با پشتیبانی اتحادیه از لحاظ شمار آراء میان دوازده نماینده تهران رتبه دوم را به دست آورد. اما پس از ورود به مجلس به صف منتقدان قوام‌السلطنه در حزب دموکرات پیوست و از طریق سندیکا، اعتصاب کارگران کوره‌پزخانه‌های تهران را در در شهریور ۱۳۲۶ راه انداخت.
پس از سقوط دولت قوام‌السلطنه در هجدهم آذر ۱۳۲۶، مهندس هدایت با پشتیبانی اتحادیه و به‌کارگیری کارگران راه‌آهن و رفتگران شهرداری، تشکیلات حزب دموکرات را قبضه کرد و به کنترل خود درآورد. هدایت پس از پایان دوره نمایندگی‌اش، معاون وزارت راه و پس از کودتای ۲۸ مرداد ۱۳۳۲ مدتی قائم‌مقام سپهبد زاهدی نخست‌وزیر شد.
در سال ۱۳۳۴ در دولت حسین علاء معاون پارلمانی وزیر راه شد و در اسفند ۱۳۳۷ در کابینه دکتر اقبال به جای ابوالحسن ابتهاج، وزیر مشاور و سرپرست سازمان برنامه شد، مدتی در کابینه شریف‌امامی نیز این سمت را حفظ کرد.
هدایت سپس سفیر ایران در بلژیک، قائم‌مقام شرکت ملی نفت ایران، رئیس هیئت بازرسی شرکت نفت، سفیر ایران در واتیکان و سرانجام، نماینده ایران در مقر اروپایی سازمان ملل متحد در ژنو شد و در همین شغل بود که درگذشت.
هدایت داماد اکبر میرزا صارم‌الدوله فرزند مسعود میرزا ظل‌السلطان پسر ناصرالدین شاه و از رجال برجسته دوران قاجار و عاقدان قرارداد ۱۹۱۹ بود. برادرش عبدالله هدایت، نخستین ارتشبد ایران و رئیس ستاد بزرگ ارتشتاران شد.